# Hispano-Suiza 12Y
L'Hispano-Suiza 12Y era un motore aeronautico a 12 cilindri a V, raffreddato a liquido. Fu prodotto in Francia dall'azienda franco-spagnola Hispano-Suiza tra il 1932 ed il 1940; dietro cessione della licenza di produzione, fu costruito anche in Unione Sovietica e Cecoslovacchia.

## Storia, sviluppo e descrizione tecnica
Lo sviluppo del motore Hispano-Suiza 12Y ebbe inizio nei primi anni trenta: nel corso del 1932 apparve la prima versione (Ybrs), in grado di sviluppare una potenza pari a 559 kW, a 2 400 giri al minuto.
Sostanzialmente si trattava di un motore dalla struttura tradizionale: motore V12 con cilindrata pari a 36 litri, raffreddato a liquido. I cilindri erano disposti in due bancate che tra loro formavano un angolo di 60 gradi. Una delle peculiarità del motore era costituita dalle testate: realizzate in lega di alluminio, erano fuse in un unico pezzo e ricoprivano ciascuna sei cilindri. Le basi delle testate erano dotate di bugne per il fissaggio del coperchio superiore.
I cilindri erano in acciaio nitrurato e le pareti a contatto con il liquido refrigerante venivano protette contro l'ossidazione da uno strato di cadmio. L'albero a gomiti era in acciaio al nichel-cromo e nella sua parte anteriore veniva fissato il pignone del riduttore.
I pistoni erano forgiati in lega di alluminio e le bielle erano realizzate in modo tale che le teste fossero collegate a coppie di due (una per ogni bancata) all'albero a gomiti.
Ogni cilindro aveva due sole valvole (anche se all'epoca erano già abbastanza comuni le quattro valvole per cilindro), una di aspirazione ed una di scarico. Erano forgiate in acciaio inossidabile austenitico, completamente cave all'interno in modo da essere riempite di sodio al fine di facilitarne il raffreddamento. Le valvole erano azionate da un singolo albero a camme disposto in testa. L'impianto d'alimentazione prevedeva sei carburatori ed un compressore centrifugo monostadio.
L'Hispano-Suiza 12Y divenne ben presto uno dei motori più diffusi nell'ambito delle costruzioni aeronautiche francesi, divenendo l'equipaggiamento standard di numerosi velivoli (in particolar modo militari) dell'epoca.
A fini prettamente militari gran parte delle versioni prodotte prevedevano la possibilità di alloggiare il cannone automatico Hispano-Suiza HS.404 (calibro 20 mm.) tra le bancate dei cilindri.
Tra il 1932 ed il 1940, pur mantenendo inalterata la struttura originale, vennero realizzate diverse versioni del motore: in particolar modo vennero apportate migliorie all'impianto di alimentazione (utilizzando diversi tipi di carburatore) e venne impiegato un nuovo tipo di compressore che consentiva una maggiore efficienza. Il motore venne anche adattato all'impiego dei nuovo carburanti a più elevato numero di ottano.
Grazie a questo complesso di migliorie l'Hispano-Suiza 12Y nei primi mesi del 1940 era in grado di sviluppare una potenza di circa 1 100 CV (unità misura che in francese viene indicata con la sigla ch), pari a 809 kW-h.
Con lo scoppio della seconda guerra mondiale, con la resa della Francia alla Germania, i motori in corso di realizzazione vennero requisiti e l'attività degli impianti destinata ad altri scopi.

### Produzione su licenza
Verso la metà degli anni trenta la licenza di costruzione del V-12 francese venne acquistata in Unione Sovietica ed in Cecoslovacchia.
Le autorità sovietiche affidarono all'OKB 117, diretto da Vladimir Yakovlevich Klimov, la realizzazione e lo sviluppo del motore. La prima versione realizzata (identificata come Klimov M-100) era una semplice copia del motore originale. Negli anni seguenti vennero sviluppate nuove versioni (con modifiche realizzate autonomamente dall'industria sovietica), a partire dalla M-103.
In merito alla cessione della licenza alle autorità cecoslovacche le notizie risultano piuttosto scarse; il motore risulta prodotto nella versione Ydrs da parte delle aziende Avia e ČKD-Praga (Českomoravská-Kolben-Daněk-Praga).

## Versioni
I dati sulle versioni sono tratti da "arsenalvg33.free.fr" e da "www.hydroretro.net".
- 12Ycrs: (1932) 835 CV.
- 12Ydrs.1: 870 CV.
- 12Ydrs.2: 890 CV.
- 12Y-21: (1935) 910 CV.
- 12Y-29: 910 CV.
- 12Y-31: (1936) 850 CV.
- 12Y-33: (1937) 860 CV. Tra le bancate dei cilindri monta il cannone Hispano-Suiza HS.404, calibro 20 mm.
- 12Y-45: (1938) 950 CV. Dotato di compressore a singolo stadio Szydlowski-Planiol.
- 12Y-47: 860 CV. Simile alla versione 12Y-31, ma modificato nei carburatori e nell'impianto di alimentazione.
- 12Y-51: (1940) 1 100 CV.

### Su licenza
Cecoslovacchia
- Avia HS 12-Ydrs
- Českomoravská Kolben Daněk (ČKD) 12Ydrs

 Unione Sovietica
- Klimov M-100

## Velivoli utilizzatori
Belgio
- Renard R-36
- SABCA S 47

 Cecoslovacchia
- Avia B-35
- Avia B-135 (su licenza)
- Avia B-534 (su licenza)

 Francia
- Amiot 350
- Arsenal VB-10
- Arsenal VG-33
- Dewoitine D.520
- Latécoère 298
- Latécoère 299
- Latécoère 521
- Latécoère 631
- Morane-Saulnier M.S.406
- Loire-Nieuport LN 161
- Mureaux 110-119 series
- Potez 540
- Société Aérienne Bordelaise SAB-80

 Germania
- Dornier Do 22

 Jugoslavia
- Ikarus IK-2
- Rogožarski IK-3

 Regno Unito
- Fairey Fox

 Svizzera
- EKW C-35
- EKW C-3603